# Pretori
Pretori oder Praitori (griechisch Πραιτώρι, türkisch Protori oder Poritori) ist eine Gemeinde im Bezirk Paphos in der Republik Zypern. Bei der Volkszählung im Jahr 2021 hatte sie 28 Einwohner.

## Name
Der Name des Dorfes bezieht sich jedoch allgemein auf die Antike, insbesondere auf die Zeit der römischen Herrschaft, als praetor der Titel eines obersten Herrschers war, der hauptsächlich richterliche oder sogar militärische Aufgaben ausübte, während ein Praetorium entweder ein Gefängnis oder ein Herrenhaus oder das Eigentum eines Prätorianers war. In der Römerzeit war praetorium ursprünglich der Name des Zeltes des Prätors und später des Feldherrn in den Lagern während des Feldzugs. Da der Kaiser üblicherweise als Feldherr galt, wurde seine Residenz, der Palast, auch Prätorium genannt. In der Folge wurden Prätorianer als die mächtigen Männer des Korps der kaiserlichen Garde bezeichnet. Die Pretorianer erhielten nach Erfüllung ihrer militärischen Pflichten Grundstücke in den römischen Provinzen, wohin sie geschickt wurden, um sich niederzulassen. Es ist möglich, dass ein Prätorianer dieses Gebiet Zyperns, in dem er sich niederließ, als sein Los nahm, mit dem Ergebnis, dass das Gebiet Praetorin genannt wird, da es einem Prätorianer gehörte. Der Ortsname wurde dann zum Namen des Dorfes.

## Lage und Umgebung

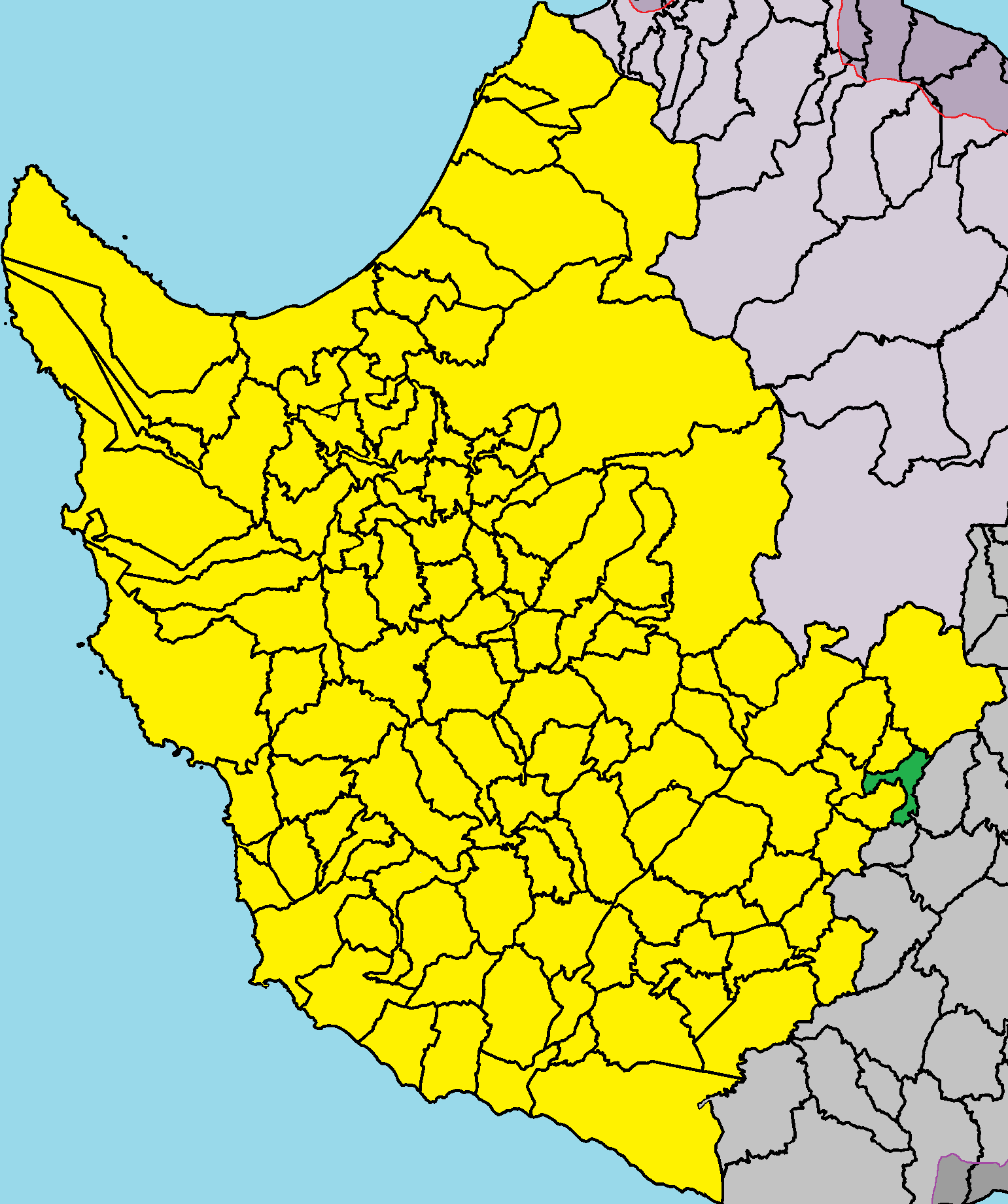
Lage im Bezirk Paphos

Pretori liegt im Osten des Bezirks Paphos der Mittelmeerinsel Zypern auf einer Höhe von etwa 650 Metern, etwa 45 Kilometer nordöstlich von Paphos, 48 Kilometer nordwestlich von Limassol und 98 Kilometer südwestlich von Nikosia. Das 3,91431 Quadratkilometer große Dorf grenzt im Norden an Agios Nikolaos, im Osten an Arsos, im Süden an Gerovasa, im Westen und Süden an Kedares, im Westen an Mesana und im Norden und Westen an Filousa Kelokedaron. Das Dorf kann über die Straßen F616 und F617 erreicht werden.
Die durchschnittliche jährliche Niederschlagsmenge beträgt rund 670 Millimeter. In der Umgebung wachsen hauptsächlich Reben verschiedener Weinsorten und auf einer kleineren Fläche auch verschiedene Obstbäume (hauptsächlich Apfel-, Birnen- und Pflaumenbäume), Mandelbäume und Olivenbäume. Geologisch betrachtet wird das Gemeindegebiet von den Ablagerungen der Pachnas-Formation (wechselnde Schichten aus Kreiden, Mergeln und Sandsteinen) und den Ablagerungen der Lefkara-Formation (Kreiden, Mergel und Keratolithen) dominiert. Auf diesen Gesteinen entwickelten sich kalkhaltige Böden.

## Geschichte
Louis de Mas Latrie zählt es zu den königlichen Gütern während der Frankenzeit. Rupert Gunnis (1936) berichtet, dass er in der Dorfkirche Panagia Chryseleousa einige Ikonen aus dem 16. Jahrhundert gesehen habe. Es scheint, dass sich diese Bilder in der ursprünglichen alten Kirche befanden, die vor vielen Jahren durch einen Brand zerstört worden sein soll.

### Bevölkerungsentwicklung
Die folgende Tabelle zeigt die Bevölkerung des Dorfes, wie sie in den in Zypern durchgeführten Volkszählungen erfasst wurde.
| Jahr      | 1881 | 1891 | 1901 | 1911 | 1921 | 1931 | 1946 | 1960 | 1976 | 1982 | 1992 | 2001 | 2011 | 2021 |
| Einwohner | 229  | 270  | 340  | 338  | 379  | 442  | 515  | 392  | 187  | 128  | 80   | 53   | 23   | 28   |